# قناقبلي
قناقبلي قرية سوريّة تتبع إداريّاً لمحافظة حلب منطقة منبج ناحية أبو قلقل، بلغ تعداد سكانها 1,739 نسمة حسب التعداد السكاني لعام 2004.